# محمد محمود حجازي
محمد محمود حجازي، أستاذ دكتور من علماء الأزهر الشريف ومن رجال التفسير البارزين. ومدير، درس في الأزهر الشريف وتخرج منه.

## نشأته
ولد في يوم الجمعة 20/ 6/ 1332 هـ الموافق 15/ 5/ 1914 م، في قريةِ شنبارة منقلا، التابعة لمركز دِيَرْب نَجْم بمحافظة الشرقية، بمصر.
تخرج في كلية اللغة العربية في الأزهر 1939م. ثم الماجستير 1966 م.
ثم الدكتوراه 1968 م. في كلية أصول الدين في الأزهر. عن «الوحدة الموضوعية للقرآن الكريم» بإشراف أحمد الكومي ومناقشة محمد أبو زهرة وأمين أبو الروس. كما جاء في ختام الرسالة.
درّس في كلية أصول الدين بالأزهر ثم في المعهد العالي للقضاء في جامعة الإمام محمد بن سعود الإسلامية بالرياض وجامعة أم درمان الإسلامية بالسودان.
توفي في يوم الاثنين 3/ 3/ 1392 هـ الموافق 17/ 4/ 1972 م، وهذا تأريخ ابنه لوفاته، ولكن تلميذه الدكتور أحمد عباس يذكر أنها كانت في أوائل سنة 1972م، بمدينة الخرطوم بدولة السودان، وقد احتشد طلابه وزملاؤه في داره بالخرطوم لأداء العزاء، يعزي بعضهم بعضًا ويتداولون مناقبه، إلى أن شيع الجثمان الطاهر من مطار الخرطوم حيث غادر إلى مطار القاهرة، ودفن بمدينة الزقازيق بمحافظة الشرقية.
وبعضهم اقتصر على أنه توفي في السودان 1392 هـ = 1972 م.

## مؤلفاته
1. «التفسير الواضح» من 3 مجلدات طبع أكثر من مرة.
2. «الوحدة الموضوعية للقرآن الكريم». وهي في الأصل رسالته للدكتوراه.[5] ص378. طبعت الطبعة الأولى 1390 هـ في دار الكتب الحديثة في القاهرة.
3. أحاديث مختارة من البخاري ومسلم.

## التفسير الواضح
التفسير الواضح تفسير كتب بلغة سهلة خالية من الاصطلاحات العلمية فيعرض موضوعات السورة بإجمال حسب تسلسلها في هذه السورة ثم يقسمها إلى مجموعات تبعاً لموضوعاتها ثم يبدأ كل مجموعة بشرح المفردات ثم ذكر المعنى الإجمالي لهذه الآيات.
واستشهاده بالأحاديث قليل.
ونادراً ما يذكر التطبيقات النحوية والبلاغية.
وقد خلا من الإسرائيليات.